# رومن فیلیپوتو
رومن فیلیپوتو (انگلیسی: Romain Philippoteaux؛ زادهٔ ۲ مارس ۱۹۸۸) بازیکن فوتبال اهل فرانسه است.
از باشگاه‌هایی که در آن بازی کرده‌است می‌توان به باشگاه فوتبال دیژون، باشگاه فوتبال استاد برستوا ۲۹، باشگاه فوتبال اوسر، باشگاه فوتبال نیم المپیک، و باشگاه فوتبال لوریان اشاره کرد.